# Manmad
Manmad è una città dell'India di 72.412 abitanti, situata nel distretto di Nashik, nello stato federato del Maharashtra. In base al numero di abitanti la città rientra nella classe II (da 50.000 a 99.999 persone).

## Geografia fisica
La città è situata a 20° 15' 0 N e 74° 27' 0 E e ha un'altitudine di 579 m s.l.m..

## Società

### Evoluzione demografica
Al censimento del 2001 la popolazione di Manmad assommava a 72.412 persone, delle quali 37.007 maschi e 35.405 femmine. I bambini di età inferiore o uguale ai sei anni assommavano a 9.232, dei quali 4.802 maschi e 4.430 femmine. Infine, coloro che erano in grado di saper almeno leggere e scrivere erano 54.203, dei quali 29.920 maschi e 24.283 femmine.